# Narzędzie tortur (film)
Narzędzie tortur (ang. Torment) – film amerykański w reżyserii Samsona Asianiana oraz Johna Hopkinsa z roku 1986.

## Obsada
- Taylor Gilbert – Jennifer
- William Witt – ojciec
- Eve Brenner – pani Courtland
- Warren Lincoln – Michael
- Najean Cherry – Helen, gosposia pani Courtland
- Stan Weston – Bogartis
- Doug Leach – oficer Tilman
- Lisa Ramirez – Dianne
- Dan Kosloff – Barry
- Paul McCarthy – oficer Gilchrist
- Kent Minault – oficer
- Sherman Brown – koroner
- Al Droyan – umundurowany policjant
- Pepe McIlvaine – umundurowany policjant
- Michael Orloff – taksówkarz
- Michael Holloway – ekspedient sklepu monopolowego
- Ramon Vargas – klient sklepu monopolowego
- Gar Grover – umundurowany policjant
- Mark Elliot Grauer – radiowy DJ

## Fabuła
Seryjny morderca (Witt) zabija młode kobiety w San Francisco. Detektyw Michael próbuje odnaleźć maniaka. Tymczasem nową obsesją tego ostatniego staje się Jennifer, dziewczyna Michaela.

## Opinie o filmie
- The Best of Video. Poradnik: kino, tv, sat, video, pod red. Witolda Nowakowskiego[1]

Brak tempa i prawdziwie emocjonujących perypetii.